# Wagner Bazin WB
Wagner Bazin WB is een Belgische wielerploeg, opgericht in 2011, die actief is als Pro Tour ploeg. De ploeg heeft daarnaast ook een continentale opleidingsploeg Bingoal WB Devo Team. 

## Geschiedenis
De ploeg is genoemd naar een van de hoofdsponsors, de Fédération Wallonie-Bruxelles, zoals de Franse Gemeenschap van België zichzelf noemt. In de eerste twee jaar was ook Crédit Agricole (de Franse naam van Landbouwkrediet, niet te verwarren met de gelijknamige Franse bank) een van de naamgevers. De ploeg begon als continentale wielerploeg. In 2015 werd sportief directeur Michel Dernies opgevolgd door Frédéric Amorison. In 2016 kwam er met Group Protect een nieuwe sponsor gevolgd door Veranclassic. In 2017 maakte de ploeg ook de overstap naar Pro-Continentale ploeg en werd Christophe Brandt de nieuwe sportief directeur. In 2020 werd Bingoal aangetrokken als hoofdsponsor gevolgd door Pauwels Sauzen een jaar later.
Na het seizoen 2024 fuseerde de ploeg samen met de Belgisch-Franse continentale ploeg Philippe Wagner/Bazin.

## Ploegnamen
| Jaar                                                                  | Naam | UCI-code        |
| --------------------------------------------------------------------- | --- | --------------- |
| 2011-2012 2013-2015 2016 2017 2018 2019 2020 2021-2022 2023-2024 2025 | Wallonie Bruxelles-Crédit Agricole Wallonie-Bruxelles Wallonie Bruxelles-Group Protect WB-Veranclassic-Aqua Protect WB-Aqua Protect-Veranclassic Wallonie-Bruxelles Bingoal-Wallonie Bruxelles Bingoal Pauwels Sauces WB Bingoal WB Wagner Bazin WB | WBC WVA BWB WBW |

## Ploegleiding
| Voormalig Christophe Vanassche (2011-2013) Michel Dernies (2011-2014) Yves Vanassche (2011-2015) François Oger (2013-2014) Alexandre Abel (2014-2016) Frédéric Amorison (2015-2018) Thierry Marichal (2017-2018) Bob de Cnodder (2020) Sébastien Demarbaix (2021-2023) | 2025 Christophe Brandt (2014-) Olivier Kaisen (2016-?) Jean-Denis Vandenbroucke (2019-) Christophe Detilloux (2019-) Alessandro Spezialetti (2023-) Julien Stassen (2023-) |

## Bekende (oud-)renners
- Gaëtan Bille (2011)
- Kenny Dehaes (2018-2019)
- Sébastien Delfosse (2014-2018)
- Grégory Habeaux (2015-2018)
- Roy Jans (2017)
- Justin Jules (2017-2019)
- Mathijs Paasschens (2019-2022)
- Baptiste Planckaert (2016, 2019-2020)
- Maxime Vantomme (2017-2018)
- Lionel Taminiaux (2019-2020)
- Laurens Huys (2019-2021)
- Milan Menten (2021-2022)
- Bas Tietema (2022)
- Guillaume Van Keirsbulck (2023)

Burgos-Burpellet-BH · Caja Rural-Seguros RGA · Equipo Kern Pharma · Euskaltel-Euskadi · Israel-Premier Tech · Lotto · Q36.5 Pro Cycling Team · Solution Tech-Vini Fantini · Team Corratec-Vini Fantini · Team Flanders-Baloise · Team Novo Nordisk · Polti VisitMalta · TotalEnergies · Tudor Pro Cycling Team · Unibet Tietema Rockets · Uno-X Mobility · VF Group-Bardiani CSF-Faizanè · Wagner Bazin WB
Zie ook: UCI ProSeries · Continental Circuits
Mannen: 2011 · 2012 · 2013 · 2014 · 2015 · 2016 · 2017 · 2018 · 2019 · 2020 · 2021 · 2022 · 2023 · 2024 · 2025
Aniołkowski · Castrique · De Bie · Dupont · Huys · Livyns · Menten · Mertz · Molly ·Paasschens · Paquot · Peyskens · Rex · Robeet · Suter · Vallée · Vanendert · Venner · L. Wirtgen · T. Wirtgen · De Maeght (stagiair) · Desal (stagiair)
Aniołkowski · Blouwe · De Maeght · Desal · Dupont · Lauk · Livyns · Meens · Menten · Mertz · Molly ·Paasschens · Paquot · Peyskens · Rex · Robeet · Tietema (vanaf 1/2) · Tizza · Venner · Viviani (vanaf 21/3) · L. Wirtgen · T. Wirtgen · Desmarets (stagiair) · Dopchie (stagiair)
Blouwe · De Maeght · De Tier · Desal · Guerin · Lauk · Malucelli · Meens · Mertens · Mertz · Peyskens · Robeet · Salby · Teugels · Tizza · Van Boven · Van der Beken · Van Keirsbulck · Van Rooy · Vandepitte · Matthys (stagiair) · Persico (stagiair)
Blouwe · De Meester · De Tier · Desal · Matthys · Meens · Mertens (tot 31/5) · Persico · Peyskens · Portsmouth · Salby · Teugels · Tizza · Van Boven · Van der Beken · Van Rooy · Vandepitte · Vermoote · Villa · Vliegen · Weemaes · Van Petegem (stagiair)